# Tadeusz Rut
Tadeusz Rut   (Przeworsk, 11 d'octubre de 1931 - Varsòvia, 27 de març de 2002) fou un atleta polonès, especialista en el llançament de martell i de disc, que va competir durant les dècades de 1950 i 1960.
El 1956 va prendre part en els Jocs Olímpics d'Estiu de Melbourne, on disputà dues proves del programa d'atletisme. En el llançament de martell fou catorzè, mentre en el llançament de disc no es classificà per disputar la final. En aquests Jocs fou l'abanderat polonès en la cerimònia inaugural. Quatre anys més tard, als Jocs de Roma, guanyà la medalla de bronze en el llançament de martell, rere el soviètic Vasily Rudenkov i l'hongarès Gyula Zsivótzky. La seva tercera i darrera participació en uns Jocs fou el 1964, a Tòquio, on fou desè en la final del llançament de martell.
En el seu palmarès també destaca una medalla d'or en el llançament de martell del Campionat d'Europa d'atletisme de 1958. Durant la seva carrera va guanyar vuit títols nacionals, set en llançament de martell (1955 a 1958, 1961, 1964 i 1965) i un en el de disc (1956), alhora que va establir 18 rècords nacionals.

## Millors marques
- Llançament de martell. 67,07 metres (1964)
- Llançament de disc. 51,04 metres (1959)
- Llançament de pes. 15,82 metres (1962)[5]